# Love Somebody
| Оценки критиков | Оценки критиков |
| Источник        | Оценка          |
| --------------- | --------------- |
| Allmusic        | [ 1 ]           |

Love Somebody — тридцатый студийный альбом американской кантри-певицы Рибы МакИнтайр, изданный 14 апреля 2015 года на студии Nash Icon/StarstruckIn. Альбом достиг № 3 в чарте Billboard 200 и возглавил кантри хит-парад Top Country Albums. Это её 12-й альбом во главе кантри-чарта (рекорд среди всех кантри-певиц).

## История
Выход альбома был анонсирован в октябре 2014 года, когда были спродюсированы 11 треков на Nash Icon.
Когда первый сингл «Going Out Like That» дебютировал в кантри-чарте Hot Country Songs было объявлено о выходе всего альбома в апреле 2015 года.
13 февраля 2015 была объявлена точная дата релиза, название альбома и список треков.
Новый альбом вышел спустя 5 лет после предыдущего All the Women I Am (№ 3 в 2010). Титульная песня Love Somebody была написана музыкантами Sam Hunt / Shane McAnally / Josh Osborne.
Альбом дебютировал на первом месте в кантри-чарте Top Country Albums (США) с тиражом в 58 000 копий в первую неделю релиза. Таким образом Риба МакИнтайр увеличила свой мировой рекорд по наибольшему числу кантри-альбомом № 1 в Top Country Albums для женщин до 12 чарттопперов. У певицы Loretta Lynn идущей на втором месте всего 10 кантри-чарттопперов. С учётом всех исполнителей Риба идёт на восьмом месте после George Strait (25 кантри-альбомом № 1), Merle Haggard (15), Tim McGraw (15), Garth Brooks (14), Kenny Chesney (13), Alan Jackson (13), Willie Nelson (13). У певцов Buck Owens и Charley Pride по 12 чарттопперов. Риба МакИнтайр и Джордж Стрейт единственные исполнители кантри, имеющие альбомы № 1 во все последние четыре десятилетия (1980-е, '90-е, 2000-е и '10-е).

## Список композиций
| №   | Название                                                                   | Автор(ы)                                     | Продюсеры                 | Длительность |
| --- | -------------------------------------------------------------------------- | -------------------------------------------- | ------------------------- | ------------ |
| 1.  | «Going Out Like That»                                                      | Rhett Akins, Ben Hayslip, Jason Sellers      | Reba McEntire, Tony Brown | 3:42         |
| 2.  | «Enough» (featuring Jennifer Nettles)                                      | Kelly Archer, Aaron Scherz, Emily Shackleton | McEntire, James Stroud    | 4:07         |
| 3.  | «She Got Drunk Last Night»                                                 | Brandy Clark, Shane McAnally                 | McEntire, Brown           | 3:03         |
| 4.  | «Livin' Ain't Killed Me Yet»                                               | Tommy Lee James, Laura Veltz                 | McEntire, Brown           | 3:01         |
| 5.  | «That’s When I Knew»                                                       | Jim Collins, Ashley Gorley                   | McEnitre, Stroud          | 4:03         |
| 6.  | «I'll Go On»                                                               | James, Ella Mae Bowen                        | McEntire, Stroud          | 3:32         |
| 7.  | «Until They Don't Love You»                                                | McAnally, Lori McKenna, Josh Osborne         | McEntire, Brown           | 3:06         |
| 8.  | «Promise Me Love»                                                          | Nicole Fernandez, Jason Miller, Susan Ruth   | McEntire, Brown           | 4:07         |
| 9.  | «Just Like Them Horses»                                                    | James, Liz Hengber                           | McEntire, Brown           | 4:30         |
| 10. | «Love Somebody»                                                            | McAnally, Osborne, Sam Hunt                  | McEntire, Brown           | 3:15         |
| 11. | «Love Land»                                                                | Tom Douglas, Rachel Thibodeau                | McEntire, Brown           | 3:58         |
| 12. | «Pray for Peace» (при участии Ronnie Dunn, Kelly Clarkson и Caroline Kole) | McEntire                                     | McEntire, Doug Sisemore   | 3:49         |

| №   | Название                          | Автор(ы)                 | Продюсеры        | Длительность |
| --- | --------------------------------- | ------------------------ | ---------------- | ------------ |
| 13. | «Whatever Way It Hurts the Least» | Clark, James, Osborne    | McEntire, Stroud | 3:15         |
| 14. | «More Than Just Her Last Name»    | Clark, McAnally, Osborne | McEntire, Brown  | 3:44         |

## Чарты
| Чарт (2015)                        | Высшая позиция |
| ---------------------------------- | -------------- |
| Канада (Canadian Albums Chart)     | 6              |
| США (Billboard 200)                | 3              |
| США (Billboard Top Country Albums) | 1              |